# Fra Massimo da Verona
Fra Massimo da Verona (Verona, 1607/1608 – Venezia, 1679) è stato un pittore italiano attivo principalmente tra Verona e Venezia.

## Biografia
Le vicende biografiche di questo artista, di cui non si conosce il cognome, fissano la data di nascita tra il 1607 e il 1608. Per il Melchiori fu allievo di Marcantonio Bassetti, quindi di formazione di gusto naturalistico. È  invece, secondo il Pallucchini influenzato da modelli veneziani e bolognesi vicini a Pietro Liberi e Guido Reni e veronesi ispirati a Paolo Farinati. Lo testimoniano opere come Visione di sant'Antonio da Padova nella chiesa di Almenno San Salvatore, datata 1657, o la pala con La strage degli innocenti in Santa Maria Maggiore a Bergamo, commissionata nel 1657 e interamente realizzata a Venezia, dove Fra Massimo dipinse anche Tre santi e l'arcangelo Michele che lotta con Lucifero per la chiesa delle Terese.
La chiesa di San Bartolomeo Apostolo di Almenno San Bartolomeo ospita la tela San Timoteo e altri santi su sfondo di paesaggio. Probabilmente eseguita a Venezia e commissionata da alcuni commercianti abitanti nella laguna ma provenienti dalla località della val Brembana per decorare la chiesa bergamasca.
L'ultima parte della vita dell'artista è caratterizzata da una cospicua produzione, qualitativamente certamente la sua migliore, che lo vede occupato dal 1670 al 1678 principalmente nella realizzazione di sei teleri con scene del Vecchio e Nuovo Testamento, un ciclo dipinto per il coro del Duomo di Montagnana. Le rare fonti disponibili indicano nel 1679 l'anno della morte.